# Mirada fija

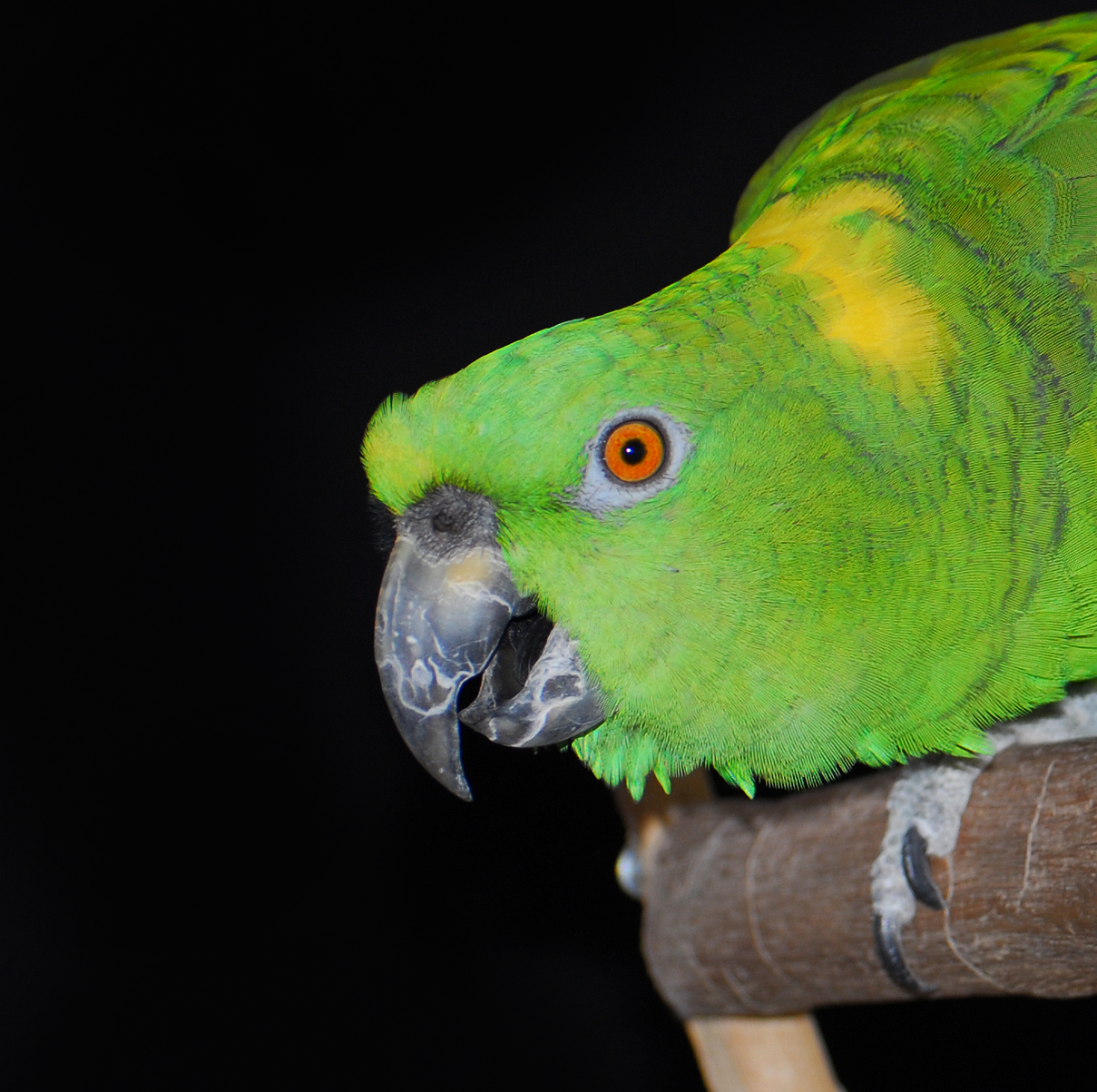
Loro amazónico de nuca amarilla haciendo una mirada fija.

La mirada fija, también conocida como destello de ojos, es una forma de lenguaje corporal utilizada por los loros. Es un término que se refiere a la rápida y muy notoria dilatación y constricción de las pupilas de las aves en respuesta a un estímulo externo. A diferencia de los humanos, los loros pueden controlar este reflejo y utilizarlo como una forma de comunicación no verbal. Es un comportamiento común en amazonas, guacamayos, especies de Poicephalus y loros grises africanos. 
Puede ser una indicación de que el loro esta emocionado, enojado, que tenga miedo o que tenga interés en algo. En algunas ocasiones, también podría ser una advertencia de que el loro morderá si lo tocan.  Los periquitos machos realizan el gesto de fijar los ojos como parte de su comportamiento de cortejo, fijando los ojos mientras cantan, ahuecando y moviendo la cabeza,  mientras que los loros amazónicos pueden fijar sus ojos para mostrar emoción durante el juego, junto con una cola en abanico y plumas de cabeza y cuello levantadas. 
En la Amazonia panameña, se ha observado la mirada fija durante la comunicación vocal con humanos. Se observó que los ojos del loro se contraían notablemente al hablar o imitar otros sonidos de origen humano; las grabaciones de vídeo indican que las pupilas comenzaron a contraerse varios milisegundos antes de la emisión, lo que quizás sugiere algún tipo de proceso de "ensayo interno". No se observó que este fuera el caso en el experimento con sonidos innatos de loro, como graznidos cortos, ni tampoco se observó este comportamiento en una amazona de frente azul que no hablaba. En determinadas circunstancias, la mirada fija también se producía cuando el ave oía palabras o sonidos específicos preferidos de los humanos. 
Este comportamiento también se ha observado en gallinas domésticas y palomas torcaces.